# Giovanni Battista Bagutti (peintre)
Ne doit pas être confondu avec Giovanni Battista Bagutti (plâtrier).
Pour les articles homonymes, voir Bagutti.
Giovanni Battista Bagutti (né le 16 avril 1742 à Rovio et mort le 28 novembre 1823 à Rovio) est un peintre néoclassique suisse.

## Biographie
Giovanni Battista Bagutti étudie à l'académie des beaux-arts de Parme - où son tableau Déjanire, fille d'Énée roi d'Etolie (1768), d’esprit déjà néo-classique, lui vaut un premier prix - et se perfectionne à Rome. Rentré au pays, Bagutti se met au service d’un catholicisme encore engagé dans la Contre-Réforme et adapte sa production au goût artistique local en privilégiant le style baroque (église Saint-Jean à Mendrisio en 1774, paroissiale de Rancate en 1775). Toutefois, son œuvre des années 1780 et 1790 renoue avec le vocabulaire formel néoclassique (paroissiale de Riva San Vitale en 1782, église San Sisinio alla Torre à Mendrisio en 1796).
Il est le père d'Abbondio Bagutti (1788-1850) qui marche sur ses traces et étudie à l'académie Brera à Milan, et de Giuseppe Bagutti (1776-1837), prêtre et pédagogue.